# 蒙图桑
蒙图桑（法語：Montoussin，法語發音：[mɔ̃tusɛ̃]）是法国上加龙省的一个市镇，属于米雷区。

## 地理
蒙图桑（43°16'32"N, 1°0'40"E）面积4.83 平方千米，位于法国奧克西塔尼大區上加龙省，该省份为法国西南部内陆省份，西南端与西班牙接壤，自此顺时针与上比利牛斯省、热尔省、塔恩-加龙省、塔恩省、奥德省和阿列日省接壤。
与蒙图桑接壤的市镇（或旧市镇、城区）包括：卡斯泰尔诺皮康波、勒富瑟雷、弗朗孔、菲斯蒂尼亚克、蒙达沃藏、蒙泰居布尔雅克。
蒙图桑的时区为UTC+01:00、UTC+02:00（夏令时）。

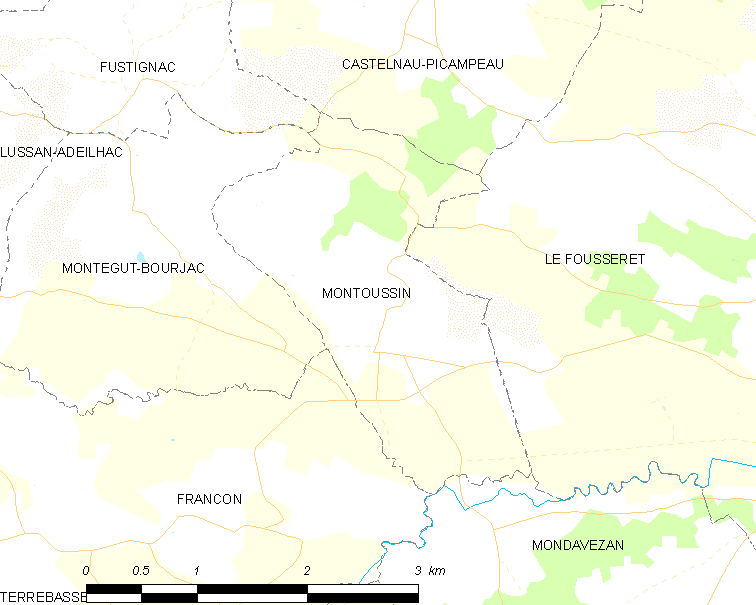
蒙图桑的OSM定位图

## 行政
蒙图桑的邮政编码为31430，INSEE市镇编码为31387。

## 政治
蒙图桑所属的省级选区为卡泽尔县。

## 人口

1962-2008年间蒙图桑人口变化图示

蒙图桑于2022年1月1日时的人口数量为130人。